# ماري لوي ديكنسون
ماري لوي ديكنسون (بالإنجليزية: Mary Lowe Dickinson)‏ هي كاتِبة أمريكية، ولدت في 23 يناير 1839 في فيتشبورغ في الولايات المتحدة، وتوفيت في يونيو 1914 في نيويورك في الولايات المتحدة.